# Pascal Landré
Pour les articles homonymes, voir Landré (homonymie).
 (juin 2009).
 (septembre 2008).
Pascal Landré est un sportif ayant pratiqué la force athlétique (powerlifting). Il est champion de France en force athlétique dans la catégorie 75 kg et détenteur du record de France 1983. Cet athlète a battu le précédent record de France avec un soulevé de terre à 297,5 kg. Son record personnel est de 320 kg.